# Elena Paparizou
Elena Paparizou (griechisch: Έλενα Παπαρίζου, international oft Helena Paparizou geschrieben) (* 31. Januar 1982 in Göteborg, Schweden) ist eine griechisch-schwedische Sängerin.

## Biografie
Elena Paparizou wurde in Göteborg als Tochter griechischer Einwanderer geboren und wuchs dort auch auf. Ihre künstlerische Begabung trat sehr früh zutage. Sie sang, tanzte und schauspielerte bereits in jungen Jahren. Mit 17 gründete sie mit ihrem Jugendfreund Nikos Panagiotidis (Νίκος Παναγιωτίδης) die Band Antique. Schon kurze Zeit später wurde Antique bei dem schwedischen Musiklabel Bonnier unter Vertrag genommen.
Die Debütsingle Opa Opa (Coverversion eines Hits aus Griechenland) wurde ein großer Hit, sie kam auf Platz 1 in den Singlecharts und erreichte Goldstatus. Nach diesem Erfolg erschien das Debütalbum. Außerdem nahm Antique für Griechenland am Eurovision Song Contest 2001 teil. Mit dem Titel (I Would) Die for You erreichte Antique den 3. Platz. Es folgten weitere Platinalben, eine Europatournee und die Zusammenarbeit mit vielen bekannten Künstlern aus Griechenland und anderswo.
Trotz des großen Erfolges entschied sich Paparizou 2003 ihre musikalische Karriere alleine weiter zu verfolgen. Sie unterschrieb einen Vertrag bei Sony BMG und im Dezember 2003 erschien ihre erste Solosingle Anapantites Klisis. Der Titel, dessen Text extra für sie von Christos Dantis geschrieben wurde, wurde ein großer Hit und erreichte Goldstatus.
Im Winter 2003/2004 trat sie zusammen mit dem griechischen Sänger Antonis Remos auf. Ihr erstes Soloalbum Protereotita kam im Frühjahr 2004 auf den Markt. Die Titel Antithesis, Anamnisis, Katse Kala und Stin Kardia Mou Mono Thlipsi wurden Hits. Im Winter 2004/2005 trat sie im Fever music night club zusammen mit Sakis Rouvas und Giorgos Mazonakis auf.
Am 21. Mai 2005 gewann Elena Paparizou den 50. Eurovision Song Contest mit ihrem Titel My Number One. Dieser Titel wurde am 22. Oktober 2005 in der Show „Congratulations“ zum 50. Jubiläum des Wettbewerbs von den europäischen Fernsehzuschauern zum viertbesten ESC-Song der vergangenen 50 Jahre gewählt.
Ende November 2005 veröffentlichte sie in Griechenland mit Mambo! die erste Single ihres zweiten Albums Yparhei Logos, die sich zehn Wochen auf Platz 1 der griechischen Singlecharts halten konnte. In Schweden wurden nach der Eurovision-Single My Number One die Single The Light in Our Soul im Sommer 2005 und die Single A Brighter Day Ende November 2005 aus dem englischsprachigen Album My Number One ausgekoppelt, die ihr dort zu großer Popularität und großem Erfolg verhalf. Mambo! wurde dort im Sommer 2006 veröffentlicht und schaffte es bis auf Platz 5 der schwedischen Charts. Für die Leichtathletik-Europameisterschaften 2006 in Göteborg wurde ihre neue Single Heroes als Werbesingle genutzt, die auf Platz 1 der schwedischen Charts stieg. Im November 2006 wurde ihr erstes internationales Album The Game of Love in englischer Sprache veröffentlicht. Außerdem trat Elena mit Pashalis Terzis im Nachtclub Iera Odos auf (Wintersaison 2006/2007).

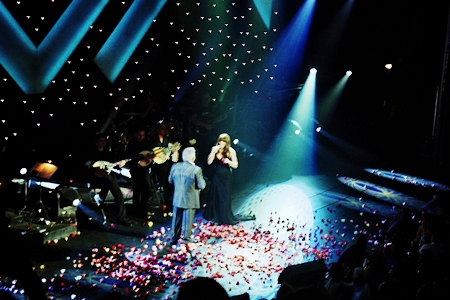
Elena Paparizou mit Pashalis Terzis in der Wintersaison 2006/2007

2007 unterschrieb sie einen Werbevertrag mit Nokia, im Rahmen dieser Werbekampagne nahm sie einen Song eigens für die Nokia Promotion auf (Ola einai Mousiki). Weiterhin veröffentlichte sie die Platin Edition von Yparhei Logos mit einer zusätzlichen dritten CD, welche sieben Titel enthielt. Neben Ola einai Mousiki nahm sie in diesem Jahr noch zwei andere Songs auf: zum einen den Soundtrack To Fili Tis Zois zum gleichnamigen griechischen Film, dieser Song ist ein Bonustrack des neuen Albums, sowie Zileia Monaxia, ein Duett mit dem griechischen Sänger und Moderator Nikos Aliagas für dessen Album Aliagas&Friens.
Am 12. Juni 2008 veröffentlichte sie nach einer sechsmonatigen Pause ihr neues Album Vrisko To Logo Na Zo, bei dem sie nicht nur als Sängerin, sondern auch als Songwriterin tätig war. Nach einem doppelten Auftritt bei den MAD Video Music Awards 2008 (Eröffnungsauftritt mit Porta Gia Ton Ourano und ein Duett mit der griechischen Hip-Hop-Formation Stavento, Mesa Sou) folgte eine große Sommertour durch Griechenland, deren letztes Konzert in Athen gefilmt und auf einem Re-Release des Albums Vrisko To Logo Na Zo (Deluxe Edition) als DVD veröffentlicht wurde.

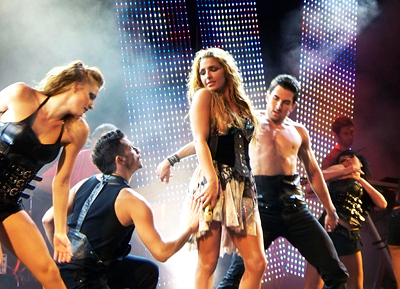
Paparizou bei einem Auftritt in Thessaloniki während ihrer Sommertour 2008

 Ende 2008 trat Elena, wie schon 2006, im Nachtclub Iera Odos auf, wieder an der Seite von Pashalis Terzis.
2009 veröffentlichte sie eine sehr erfolgreiche Single, Tha ’Mai Allios, die als Promo-Single für die griechische Firma „Ivi“ fungierte. Im Sommer 2009 trat Elena in einer aufwendigen Show im Nachtclub Thalassa in Athen auf.

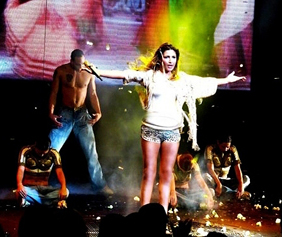
Elena Paparizou bei einem ihrer Auftritte im Nachtclub Thalassa in Athen im Sommer 2009

Elenas lang erwartetes neues Album Gyro Apo To Oneiro erschien im Frühling 2010, zunächst als Beilage der Zeitung Real News, dann als Deluxe Edition mit DVD in den CD-Shops. Im Sommer ging Elena erneut auf Tour durch Griechenland, im Winter (November 2010 bis Ostern 2011) trat sie an der Seite von Antonis Remos im Nachtclub Diogenis Studio auf.

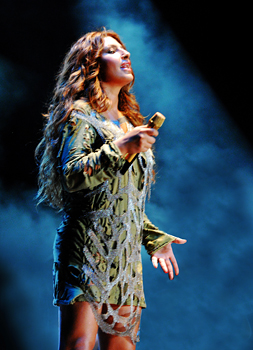
Paparizou bei einem Auftritt in Athen während ihrer Sommertour 2010

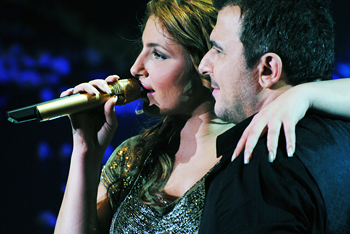
Paparizou mit Antonis Remos in der Wintersaison 2010/2011

Im Februar/März 2011, nach Auftritten bei MadWalk und X-Factor, erschien ihre neue Single Baby It’s Over.
Im Jahr 2014 nahm Paparizou zum ersten Mal am schwedischen Vorentscheid zum Eurovision Song Contest 2014, dem Melodifestivalen, mit dem Lied Survivor teil. Sie erreichte in der ersten Runde einen dritten Platz, wodurch sie sich für die „zweite Chance“ qualifizierte. Dort konnte sie einen Finalplatz ergattern. Im Finale erreichte sie schließlich einen vierten Platz.
Von 2014 bis 2025 war sie Jury-Coach bei The Voice of Greece.
Im Juli 2025 hatte sie einen Auftritt als Vorgruppe des Konzerts von Diana Ross in Athen, dessen Einnahmen zum Teil dem griechischen gemeinnützigen Vereins Elpida – Kinder mit Krebs gespendet wurde. Im gleichen Jahr ließ sie sich nach zehnjähriger Ehe von Andreas Kapsalis scheiden.

## Diskografie

### Alben
- 2004: Protereotita
- 2005: My Number One
- 2006: Yparhei logos
- 2006: The Game of Love (GR: Platin)[14]
- 2008: Vrisko to logo na zo
- 2010: Gyro apo to oneiro
- 2013: Ti ora tha vgoume?
- 2014: One Life
- 2017: Ouranio toxo (GR: #1)
- 2021: Apohroseis (GR: #1)

### Kompilationen
- 2011: Greatest Hits & More

### EPs
- 2005: Mambo!
- 2007: Fos
- 2017: Summer Extended 2017

### Singles
- 2003: Anapantites kliseis
- 2003: Why (mit Slawi Trifonow)
- 2004: Treli kardia
- 2004: Antithesis
- 2004: Katse kala
- 2004: Stin kardia mou mono thlipsi
- 2005: My Number One
- 2005: To fos sti psyhi
- 2005: The Light in Our Soul
- 2005: A Brighter Day
- 2005: Mambo! (griech. Version)
- 2005: I Agapi Sou Den Meni Pia Edo (Original: Demet Akalın – Aşkın Açamadığı Kapı)
- 2006: Mambo! (engl. Version) (SE: Gold)
- 2006: Heroes (offizieller Song des EAC 2006 in Göteborg, Schweden)
- 2006: Just Walk Away
- 2006: Gigolo
- 2006: Yparhei logos
- 2006: An ihes erthi pio noris
- 2006: Teardrops
- 2007: Fos
- 2007: Ola ine musiki
- 2007: Mi fevgeis
- 2007: Mazi sou
- 2007: To fili tis zois
- 2007: Zileia monaxia (feat. Nikos Aliagas)
- 2007: 3 Is A Magic Number
- 2008: Porta gia ton urano
- 2008: I kardia su petra
- 2008: Pyrotexnimata
- 2009: Ise i foni
- 2009: Tha ’me allios
- 2010: An isuna agapi
- 2010: Psahno tin alitheia
- 2010: Gyrna me sto hthes (Around the Dream Mix)
- 2011: Baby It’s Over
- 2011: Mr. Perfect
- 2013: Save Me (This is an SOS)
- 2013: De thelo allon iroa
- 2014: Survivor (SE: Gold)
- 2014: Don’t Hold Back on Love
- 2015: Angel
- 2017: Haide
- 2018: Total Disguise (mit Serhat)
- 2020: Etsi Ine I Fasi (mit Sakis Rouvas)
- 2020: Deja Vu (mit Marsheaux)
- 2023: De Mou Ta Leei Kala

### Videoalben
- 2005: My number one (Music videos)
- 2006: Mad secret concerts (Livekozert)
- 2008: Arxizi to party – Summertour (enthalten in VTLNZ Deluxe edition)
- 2010: Gyro apo to oneiro – Making of (enthalten in gyro apo to oneiro)